# Szapur Bachtijar
Szapur Bachtijar, pers. شاپور بختیار (ur. 26 czerwca 1914, zm. 6 sierpnia 1991) – irański polityk, ostatni premier Iranu za panowania szacha Mohammada Rezy Pahlawiego, przed rewolucją islamską.

## Życiorys

### Młodość i wykształcenie
Był z pochodzenia Bachtiarem. W wieku siedmiu lat stracił matkę. Ukończył francuską szkołę średnią w Bejrucie, gdzie zafascynował się literaturą i językiem francuskim. Pierwszy raz również zetknął się z ideami socjaldemokratycznymi, z którymi zaczął sympatyzować. Po ukończeniu szkoły zamierzał udać się do Francji na studia, jednak uniemożliwiła to śmierć jego ojca, który został stracony na rozkaz Rezy Szaha Pahlawiego podczas kampanii wymuszania na Bachtiarach przejścia na osiadły tryb życia. Dopiero dwa lata później, w 1936, przyszły premier Iranu wyjechał do Paryża, gdzie na Sorbonie ukończył studia w zakresie nauk politycznych. Po wybuchu II wojny światowej ochotniczo wstąpił do armii francuskiej, następnie walczył we francuskim ruchu oporu. W 1945 obronił na Sorbonie doktorat w dziedzinie nauk politycznych, specjalizując się w prawie międzynarodowym.

### Działacz Frontu Narodowego
Po powrocie do Iranu w 1949 wstąpił do Frontu Narodowego. W ciągu kolejnych kilku lat nie odgrywał jednak pierwszoplanowej roli politycznej. W okresie sprawowania urzędu premiera przez Mohammada Mosaddegha był jedynie podsekretarzem w ministerstwie pracy. Po obaleniu rządu Mossadegha, w czym decydującą rolę odegrały wywiady amerykański i brytyjski, Szapur Bachtijar znalazł się w więzieniu, szybko jednak został zwolniony. Podjął pracę jako menedżer i doradca, równocześnie pozostawał aktywny w nielegalnych (do 1961) strukturach Frontu Narodowego. Kiedy w 1961 premier Ali Amini zliberalizował politykę wewnętrzną i zezwolił na legalne działanie Frontu, Szapur Bachtijar był w grupie działaczy organizacji, którzy opowiadali się za współpracą z rządem. Znalazł się jednak w mniejszości; Front Narodowy nie wprowadził swoich przedstawicieli do rządu.
W 1977 opublikował razem z Karimem Sandżabim i Dariuszem Foruharem list otwarty do szacha Mohammada Rezy Pahlawiego, w którym wzywał go do zwolnienia więźniów politycznych, wprowadzenia systemu wielopartyjnego i poszanowania konstytucji. Po jego wydaniu został pobity i aresztowany. Szybko wyszedł jednak z więzienia. Jeszcze w tym samym roku spotkał się z premierem Amirem Abbasem Howejdą, który zachęcał go do politycznej współpracy. W warunkach zaostrzającego się kryzysu wewnętrznego w Iranie przywództwo Frontu Narodowego podjęło ścisłą współpracę z duchowieństwem szyickim przeciwko szachowi. Szapur Bachtijar ponownie znalazł się we frakcji mniejszościowej, opowiadając się za ustanowieniem w Iranie świeckiej demokracji, a przeciwko ustrojowi teokratycznemu.

### Premier Iranu
29 grudnia 1978 szach, podejmując ostatnią próbę rozwiązania kryzysowej sytuacji i uratowania monarchii, mianował Bachtijara premierem Iranu. Szapur Bachtiar zgodził się przyjąć stanowisko, gdy Mohammad Reza Pahlawi obiecał mu, że wyjedzie z kraju, zlikwiduje tajną policję polityczną SAWAK, jak również postawi przed sądem osoby, które w poprzednich miesiącach nakazywały rozpędzanie manifestacji politycznych. Gdy Bachtiar został premierem, Front Narodowy usunął go ze swoich szeregów. Również ajatollah Ruhollah Chomejni, przewodzący opozycji religijnej, ogłosił go zdrajcą narodu.
Do rządu Bachtijara powołani zostali bezpartyjni eksperci (wielu działaczy dotąd blisko związanych z Bachtijarem odmówiło współpracy z nim w charakterze ministrów), a premier ogłosił siedemnastopunktowy program reform, który miał uspokoić nastroje społeczne. Zlikwidował SAWAK, zniósł cenzurę, zwolnił więźniów politycznych. W publicznych wystąpieniach ostrzegał przed dyktaturą duchowieństwa jako znacznie bardziej uciążliwą dla społeczeństwa niż rząd wojskowy. Zachowanie status quo było już jednak faktycznie niemożliwe. Premier przekonał szacha do wyjazdu z kraju, oficjalnie w celu wypoczynku w Egipcie, sam jednak także był przedmiotem ataków demonstrantów, którzy żądali jego dymisji. Nie miał także poparcia amerykańskiego; rząd USA wyszedł z założenia, że lepiej pozwolić na przejęcie władzy przez religijnych fundamentalistów, których nie uznawano za szczególne zagrożenie, niż na taki przebieg wydarzeń w kraju, który mógłby dać władzę komunistom. Szapur Bachtijar nie zdołał uniemożliwić powrotu ajatollaha Chomejniego do Iranu. Natychmiast po przybyciu do Teheranu duchowny ogłosił, że rząd Bachtijara był nielegalny i 5 lutego 1979 utworzył rewolucyjny Rząd Tymczasowy i tajną Radę Rewolucyjną. 11 lutego armia irańska ogłosiła neutralność w konflikcie wewnętrznym, co w praktyce oznaczało odstąpienie od obrony dotychczasowego systemu władzy. Szapur Bachtijar razem z całym rządem podał się do dymisji. Przez pewien czas ukrywał się w Teheranie, następnie zaś zbiegł do Francji.

### Emigracja

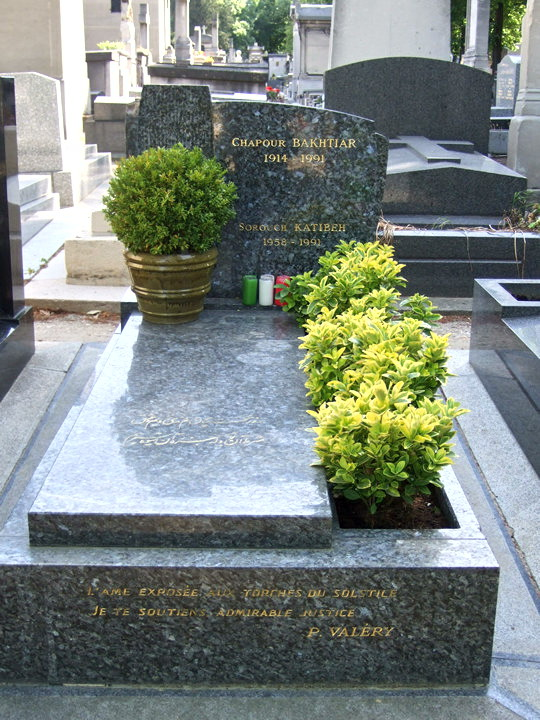
Grób Bachtijara na cmentarzu Montparnasse

We Francji starał się skupić wokół siebie zjednoczoną opozycję przeciwko rządom fundamentalistów w Iranie. Utworzył rząd emigracyjny i z własnej kieszeni płacił powołanym do niego politykom za udział w działalności opozycyjnej. Prowadził emigracyjną irańską radiostację i gazetę. Wypłacał również stypendia grupie emigracyjnych irańskich poetów, dziennikarzy, pisarzy i naukowców. Rywalizacja o udzielaną przez niego pomoc finansową stała się z czasem źródłem podziałów i sporów w środowisku emigracyjnym, a niejasne źródła dochodów Bachtijara (sugerowano, że pochodziły od Saddama Husajna lub z Arabii Saudyjskiej).
W 1980 Bachtijar przeżył próbę zamachu na swoje życie. Jedenaście lat później zginął w drugim zamachu, zamordowany we własnym domu w Suresnes przez trzech irańskich agentów. Weszli oni na teren posiadłości, udając zwolenników byłego premiera. Kierujący zamachem na Bachtijara Ali Wakili Rad został ujęty i skazany na dożywotnie pozbawienie wolności, opuścił jednak francuski zakład karny po osiemnastu latach, w 2010, i powrócił do Iranu.
Szapur Bachtijar był spokrewniony z pierwszym dyrektorem SAWAK gen. Tejmurem Bachtijarem i z drugą żoną szacha Mohammada Rezy Pahlawiego, Sorajją.